# Dochia și Traian

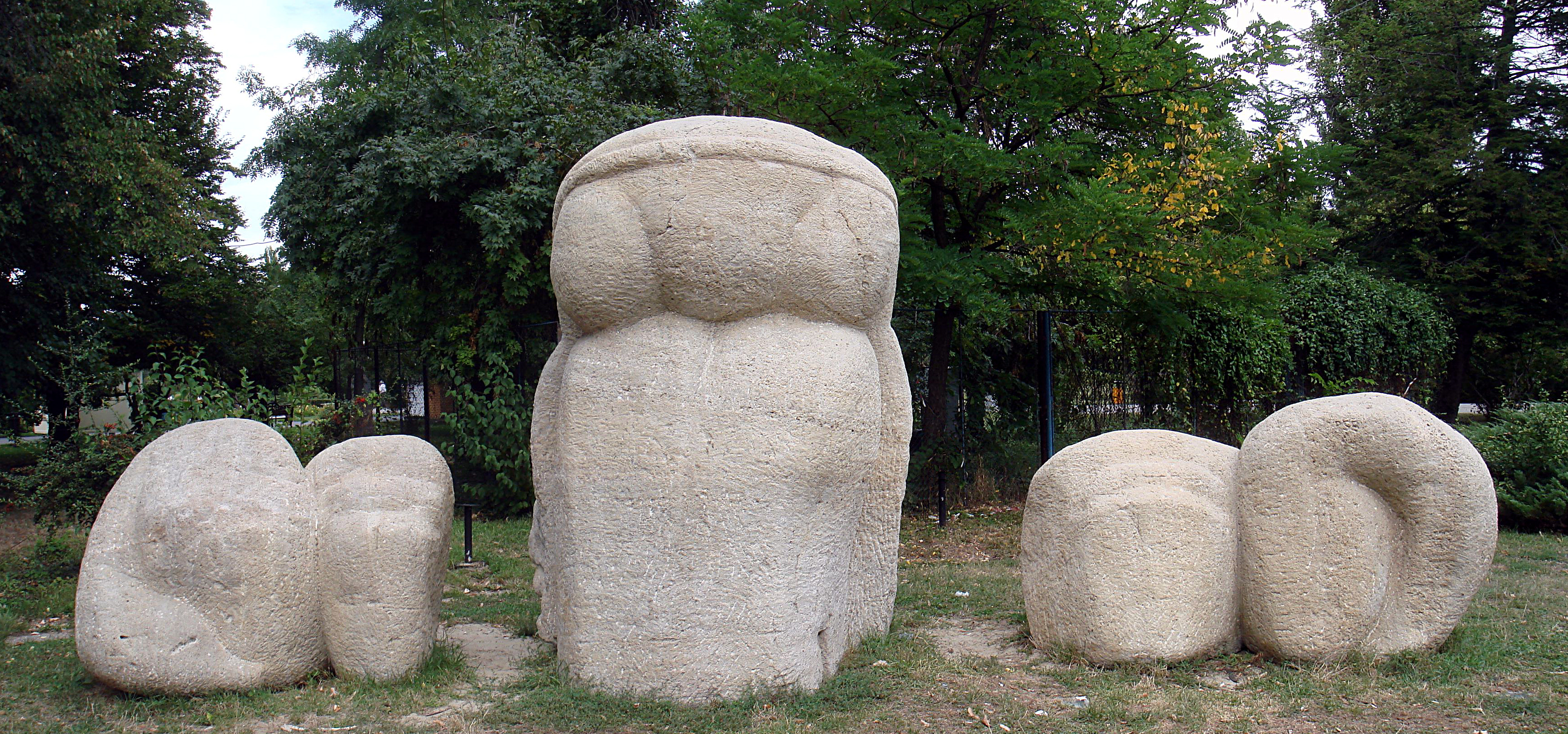
Llegenda de Dochia - escultura en pedra de Gheorghe Iliescu-Călinești, parc Herăstrău, Bucarest

Dochia și Traian (en català: dòquia i trajà) és considerat per George Călinescu el mite de l'etnogènesi, la llegenda popular romanesa Dochia şi Traian descriu la llegenda de Dochia, la filla de Decèbal, que, sota l'amenaça romana, per no abandonar la seva terra i nació, es transforma al costat "la seva gent" a la roca.
La llegenda popular de Dochia ha estat objecte de diverses obres literàries. Vasile Pârvan diu que roques tan antropomòrfiques com la roca de Dochia i les ovelles són el símbol d'un ídol pagà que va perdurar durant segles als dacis lliures dels Carpats orientals. A Dochia i Traian de Gheorghe Asachi, la Dochia petrificada es troba "entre Piatra Detunată, i de Sahastrul Picior". La llegenda popular se situa a Moldàvia, a la zona del massís de Ceahlau on hi ha formacions rocoses amb un aspecte especial. En la creació d'Eminescu, la llegenda és la base de l'obra, deixada en el projecte, Decebal. Aquí Dochia és la neboda de l'antic rei Diurpaneus. I per a Mihai Eminescu, Dochia, l'estiu primari del príncep daci Boris, havia de simbolitzar (segons les notes d'Eminescu) la roca petrificada, no poder separar-se de la seva terra.
Segons l'opinió de Peter Creţia, Dòquia representa el rostre antitètic de Decèbal: el rostre de Dòquia, retornat a Roma com a principi de superació de la violència destructiva de la història, com a estabilitat i ordre superior, i el dolor de la vida que no pot vèncer.